# خط طول 166° غرب
خط طول 166° غرب هو أحد خطوط الطول الجغرافية، والتي تمتد من القطب الشمالي الجغرافي إلى القطب الجنوبي الجغرافي، وحسب التحويل الزمني يتأخر خط طول 166° غرب عن خط غرينتش بـ11 ساعة و4 دقائق.

## من القطب إلى القطب
ينطلق خط طول 166° غرب من القطب الشمالي نحو القطب الجنوبي مرورا بالمناطق التي ترد في الجدول التالي:
| الإحداثيات                           | البلد أو الإقليم أو البحر | ملاحظات |
| ------------------------------------ | ------------------------- | --- |
| 90°0′N 166°0′W / 90.000°N 166.000°W  | المحيط المتجمد الشمالي    | |
| 71°47′N 166°0′W / 71.783°N 166.000°W | بحر تشوكشي                | |
| 68°52′N 166°0′W / 68.867°N 166.000°W | الولايات المتحدة          | ألاسكا |
| 68°10′N 166°0′W / 68.167°N 166.000°W | بحر تشوكشي                | |
| 66°33′N 166°0′W / 66.550°N 166.000°W | بحر بيرنغ                 | |
| 66°16′N 166°0′W / 66.267°N 166.000°W | الولايات المتحدة          | ألاسكا — "شبه جزيرة سيوارد" |
| 68°10′N 166°0′W / 68.167°N 166.000°W | بحر بيرنغ                 | مرورا بشرق Sledge Island، ألاسكا, الولايات المتحدة (في 64°29′N 166°11′W / 64.483°N 166.183°W) |
| 62°3′N 166°0′W / 62.050°N 166.000°W  | الولايات المتحدة          | ألاسكا — Krekatok Island، Neragon Island و the mainland |
| 61°32′N 166°0′W / 61.533°N 166.000°W | بحر بيرنغ                 | |
| 60°19′N 166°0′W / 60.317°N 166.000°W | الولايات المتحدة          | ألاسكا — جزيرة نونيفاك |
| 59°52′N 166°0′W / 59.867°N 166.000°W | بحر بيرنغ                 | |
| 54°11′N 166°0′W / 54.183°N 166.000°W | الولايات المتحدة          | ألاسكا — Akutan Island |
| 54°3′N 166°0′W / 54.050°N 166.000°W  | المحيط الهادئ             | مرورا بشرق Unalga Island، ألاسكا, الولايات المتحدة (في 53°58′N 166°5′W / 53.967°N 166.083°W) · مرورا بشرق Sedanka Island، ألاسكا, الولايات المتحدة (في 53°50′N 166°5′W / 53.833°N 166.083°W) · مرورا بشرق the French Frigate Shoals، هاواي, الولايات المتحدة (في 23°45′N 166°3′W / 23.750°N 166.050°W) · مرورا بغرب بوكابوكا atoll, جزر كوك (في 10°55′S 165°52′W / 10.917°S 165.867°W) |
| 60°0′S 166°0′W / 60.000°S 166.000°W  | المحيط الجنوبي            | |
| 78°28′S 166°0′W / 78.467°S 166.000°W | القارة القطبية الجنوبية   | منطقة روس، المطالب الإقليمية بالقارة القطبية الجنوبية by نيوزيلندا |